# 山阴路
山阴路是中国上海市虹口区的一条街道，南北走向，南起四川北路，北至祥德路。长651米。
山阴路原名施高塔路（Scott Road），为上海公共租界工部局1911年越界筑路。1943年汪精卫政府接收租界时更名为山阴路。

## 著名建筑
- 千爱里 Cherry-Terrace（山陰路2弄）
- 大陆新村
- 恒盛里
- 日照里
- 花园里
- 鲁迅故居（132弄9号）
- 茅盾旧居（132弄6号）
- 瞿秋白寓所旧址（133弄12号）
- 内山完造千爱里旧居（2弄3号）
- 尾崎秀实旧居（145弄2号）
- 中共江苏省委旧址（69弄90号）
- 中共上海区委旧址（69弄69、70号）[1]

山阴路一带已经被辟为山阴路历史文化风貌区加以保护。

## 交会道路（南向北）
- 四川北路
- 四达路
- 祥德路